# Refresh (EP)
Refresh é o terceiro EP do grupo feminino sul-coreano, CLC, que lançado em 29 de fevereiro de 2016. Foi o primeiro lançamento do CLC como um grupo de sete membros. Elas promoveram o single "High Heels".

## Lançamento
O CLC anunciou seu retorno com duas membros adicionais que foram revelados como sendo Elkie, e Kwon Eunbin, participante do Produce 101. No entanto, devido à aparição de Eunbin em "Produce 101", ela não pôde participar das promoções do CLC em programas de música ou transmissões. As partes de Eunbin no videoclipe também foram apagadas e ela adiou suas atividades com o CLC até ser eliminada do "Produce 101". O CLC lançou uma versão curta de seu single promocional, "High Heels", em 29 de fevereiro de 2016. A versão completa do videoclipe foi lançada em 20 de março.
O CLC começou a promover como um grupo de 6 membros no M Countdown da Mnet em 3 de março.

## Lista de músicas
| N.º            | Título                                     | Letras                  | Música                                    | Arranjo                     | Duração |  |
| 1.             | "High Heels" (예뻐지게; Yeppeojige)        | No Jun-hwan, Iggy       | Lee Hyun-seung, DOM                       | Lee Hyun-seung, DOM, Jeinho | 3:24    |  |
| 2.             | "Refresh"                                  | GHIGH, GDLO (Mono Tree) | GHIGH, GDLO, Choi Young-kyung (Mono Tree) | GHIGH, GDLO (Mono Tree)     | 3:26    |  |
| 3.             | "Yaya (Say Bye to Solo)"                   | Big Sancho              | Big Sancho                                | Big Sancho                  | 3:13    |  |
| 4.             | "Friend Lover Zone" (오빠친구; Oppachingu) | Jung Il-hoon            | Ferdy, Adam Kulling, Alice Gernanot       | Ferdy, Adam Kulling         | 3:25    |  |
| 5.             | "Eighteen"                                 | Kim Geon-woo            | Kim Geon-woo                              | Kim Geon-woo, Song Gi-hong  | 3:29    |  |
| Duração total: | Duração total:                             | Duração total:          | Duração total:                            | Duração total:              | 16:57   |  |

## Histórico de lançamentos
| País          | Data                    | Gravadora                       | Formato              |
| ------------- | ----------------------- | ------------------------------- | -------------------- |
| Coreia do Sul | 29 de fevereiro de 2016 | Cube Entertainment CJ E&M Music | CD, Download digital |
| Mundialmente  | 29 de fevereiro de 2016 | Cube Entertainment CJ E&M Music | CD, Download digital |